# Lorenziniho ampule

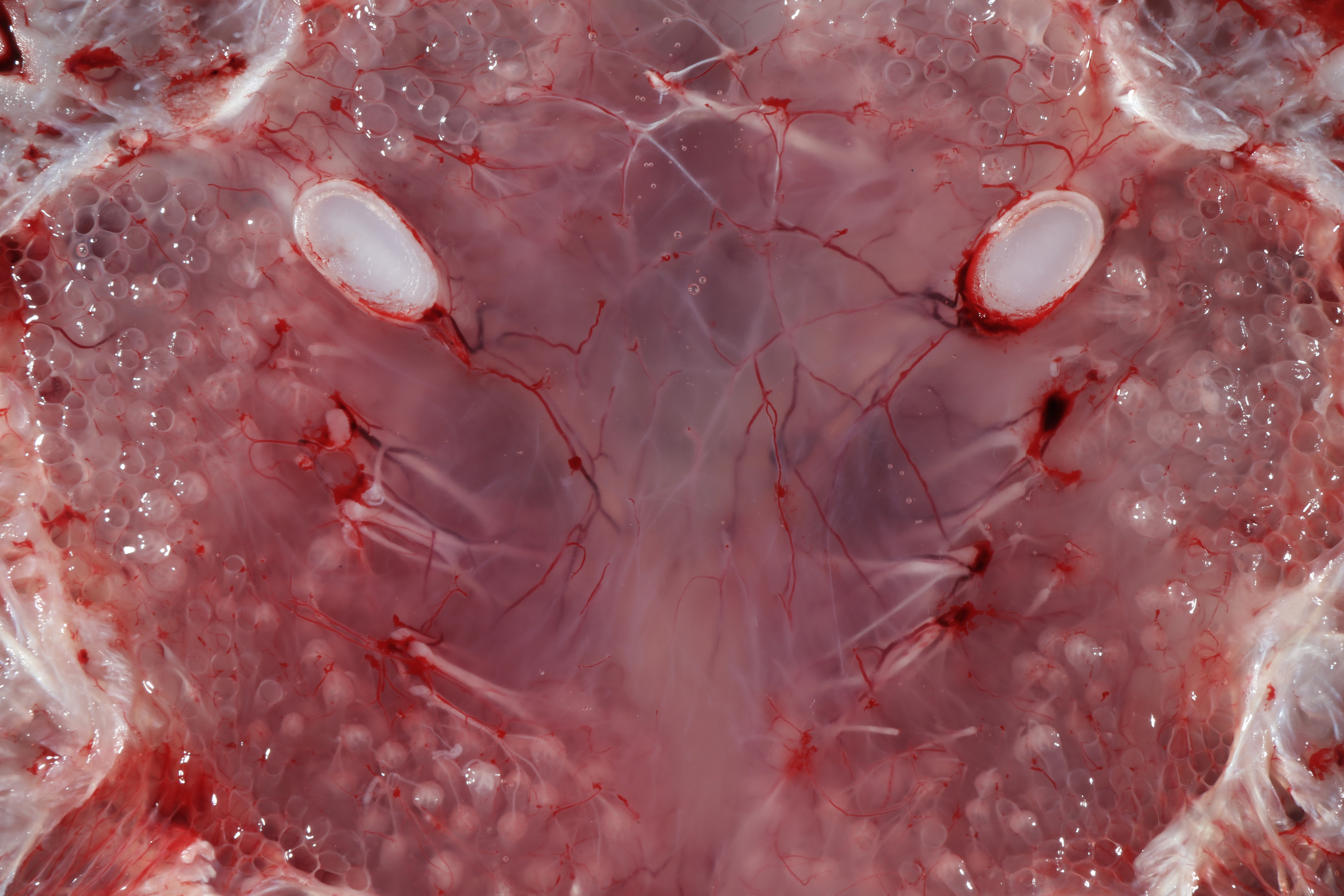
Lorenziniho ampule

Lorenziniho ampule je orgán, který má žralok na svém rypci. Objevil ho Stefano Lorenzini roku 1678. Vypadají jako černé tečky, ale ve skutečnosti to jsou malé otvory, které vedou do na konci se rozšiřujících trubiček. Tento orgán dokáže zaznamenat slanost vody, změnu teploty, hloubku, ale jeho hlavní funkcí je detekce elektrických impulsů vysílaných jinými živočichy, které vznikají svalovou činností. Tuto schopnost využívá žralok k lovu v kalné vodě, hledání kořisti zavrtané na dně v písku, nebo když klidně a tiše leží na dně a vyčkává na kořist, která náhodou propluje kolem něj. Dále se ještě někteří odborníci domnívají, že Lorenziniho ampule slouží jako kompas k orientaci v mořích a oceánech.